# 760-й истребительный авиационный полк
760-й истребительный авиационный полк — воинское подразделение вооружённых СССР в Великой Отечественной войне.

## История
15 декабря 1941 года на аэродроме Шонгуй Кировской железной дороги Мурманской области штабом ВВС 14 армии началось формирование 760 истребительного авиационного полка. Основными кадрами летного состава полка стали летчики 147-го, 145-го, 152-го истребительных авиационных полков и частичное пополнение из резерва ВВС Карельского фронта. 01 января 1942 года закончилось формирование по штату 015/074 в составе двух эскадрилий.
На вооружение полка 02 января 1942 года поступили 20 самолётов  "Харрикейн".
В составе действующей армии с 15.12.1941 по 10.11.1942.
В Заполярье прикрывает Мурманск и Кировскую железную дорогу, в Кольском заливе - водные пути, ведёт бои с истребительной авиацией противника.
В апреле 1942 года в основном был сконцентирован на Медвежьегорском направлении в Карелии. В это же время в полк поступили самолёты P-40 "Киттихаук" и "Томагавк".
10.11.1942 переформирован в 760-й смешанный авиационный полк

## Полное наименование
- 760-й истребительный авиационный полк

## Подчинение
| Дата            | Фронт (округ)    | Армия      | Корпус | Дивизия | Примечания |
| --------------- | ---------------- | ---------- | ------ | ------- | ---------- |
| 15.12.1942 года | Карельский фронт | 14-я армия | -      | -       | -          |
| 01.02.1942 года | Карельский фронт | 14-я армия | -      | -       | -          |
| 01.03.1942 года | Карельский фронт | 14-я армия | -      | -       | -          |
| 01.04.1942 года | Карельский фронт | 14-я армия | -      | -       | -          |
| 01.04.1942 года | Карельский фронт | 26-я армия | -      | -       | -          |
| 01.05.1942 года | Карельский фронт | 26-я армия | -      | -       | -          |
| 01.06.1942 года | Карельский фронт | 26-я армия | -      | -       | -          |
| 01.07.1942 года | Карельский фронт | 26-я армия | -      | -       | -          |
| 01.08.1942 года | Карельский фронт | 26-я армия | -      | -       | -          |
| 01.09.1942 года | Карельский фронт | 26-я армия | -      | -       | -          |
| 01.10.1942 года | Карельский фронт | 26-я армия | -      | -       | -          |
| 01.11.1942 года | Карельский фронт | 26-я армия | -      | -       | -          |

## Командиры
- Зайцев Александр Петрович, капитан, майор 01.12.1941-04.1942
- Аникеев Евсей Михайлович, майор, подполковник 04.1942-10.11.1942

## Военкомы полка
- Бирюков Георгий Макарович, батальонный комиссар 12.1941-06.1943
- Татьянкин Василий Степанович, батальонный комиссар 06.1943-? (в полку - 01.1942)

## Воины полка
Смотри статью 760-й смешанный авиационный полк

## Итоги боевой деятельности
(период с 1 января 1942 года по 1 июня 1942 года)
Боевых вылетов – 2540
Боевые потери лётчиков – 16
Боевые потери самолётов – 35

## Базирование
Шонгуй        15.12.41-?
? (Карелия) ?-10.11.42